# Никольское (Бежаницкий район)
Никольское — деревня в Бежаницком районе Псковской области. Входит в состав сельского поселения муниципальное образование «Чихачёвская волость».
Расположена на реке Деревка в 59 км к северо-востоку от райцентра, посёлка Бежаницы, и в 6 км к востоку от волостного центра, села Чихачёво.

## Население
Численность населения по оценке на 2000 год составляла 52 жителя.